# 佐野雄大
佐野 雄大（さの ゆうだい、2000年10月10日 - ）は、日本のアイドル。男性アイドルグループ・INIのメンバー。大阪府茨木市出身。LAPONEエンタテインメント所属。

## 概説
2021年6月13日まで放送されたグローバルボーイズグループを作るサバイバルオーディション番組『PRODUCE 101 JAPAN SEASON2』に出演。同番組から誕生した「INI」のメンバーとしてのデビュー権を獲得。同年11月3日にシングル『A』でCDデビューした。

## 来歴

### PRODUCE 101 JAPAN SEASON2
2021年、GYAO!（TBS系列）現Leminoで放送・配信されたサバイバルオーディション番組『PRODUCE 101 JAPAN SEASON2』に参加。番組開始時から「練習生が選ぶビジュアルが気になる練習生」で第1位になるなど、注目を浴びる。
トレーナーによるレベル分け再評価では落第を意味するFクラスへと降格したが、その後のポジション評価でトレーナー陣、国民プロデューサー（視聴者）を驚かせる成長を見せた。
6月13日放送の最終回では、国民プロデューサーの投票（24万3006票を獲得）によって最終順位10位となり、同番組から誕生した「INI（アイエヌアイ）」のメンバーに選ばれた。また、ファイナリスト21名中唯一のFクラス出身者でもある。

### INIの結成
11月3日に「INI」のメンバーとしてデビュー。
デビュー直後のラジオでは「僕はINIを、たくさんの人にとっての生きる力や、頑張る糧となれるグループにしていきたいと思っています。」と発言した。

### INIとしてのデビュー後
2025年1月29日に東京・後楽園ホールで『LAPOSTA 2025 Supported by docomo』内の企画「LAPOSTA 2025 SHOW PRODUCED by MEMBERS」を開催。『Wonder Angel Land』と題した公演を行った。

## 人物

### 特徴
素直、努力家、謙虚と称される事が多い。また当人を説明する際、人柄からくる透明感や笑顔が言及され、天性のアイドルと称される事も多い。
当人は自身について、ちょっとふんわりした感じだけど、たまに鋭い事を言うと説明している。
メンバーの尾崎匠海も「雄大はすごい努力家。ほわーんとしてるんですけど、実はしっかりしていて、レッスンで言われた事をノートにまとめていたりしている」と語っている。

### 趣味・趣向
- 趣味はアニメ鑑賞[16]。特技はモノマネ[17][18]。
- 学生時代の部活はサッカー部[19]。
- 憧れのアーティストはBTSのジョングク[20][21]。
- 『PRODUCE 101 JAPAN SEASON2』のレベル分けテストでは大阪出身のユニット「浪速のプリンス」の一人[22]。
- ファンに呼ばれたい名前は「おすだい」[20][23]。
- 好きな食べ物はお父さんが握ったサーモンのお寿司

## ディスコグラフィ

### 参加楽曲
PRODUCE 101 JAPAN SEASON2
- Let Me Fly～その未来へ～
- STEP - はねむぅ〜ん名義[24]
- RUNWAY[25]
- One Day[25]

## 出演

### ドラマ
- コンビニ★ヒーローズ〜あなたのSOSいただきました!!〜（カンテレ） - 客役[26]

### テレビ番組
- ハングルッ!ナビ（2025年4月3日 -  、NHK Eテレ） - 生徒役[27]
- ラヴィット!（2025年7月3日 - 、TBSテレビ）- 松田迅と隔週で木曜「ラヴィット!ファミリー」（シーズンレギュラー）[28]

### 配信番組
- PRODUCE 101 JAPAN SEASON2（2021年、GYAO!・TBS）[7]

## 関連映像

### PRODUCE 101 JAPAN SEASON2
| 佐野雄大PRODUCE 101 JAPAN SEASON2参加楽曲 | 佐野雄大PRODUCE 101 JAPAN SEASON2参加楽曲 | 佐野雄大PRODUCE 101 JAPAN SEASON2参加楽曲 | 佐野雄大PRODUCE 101 JAPAN SEASON2参加楽曲                                              | 佐野雄大PRODUCE 101 JAPAN SEASON2参加楽曲 |
| 評価名                                    | 曲名                                      | 原曲アーティスト名                        | パフォーマンスメンバー                                                                 | 動画リンク                                |
| ----------------------------------------- | ----------------------------------------- | ----------------------------------------- | -------------------------------------------------------------------------------------- | ----------------------------------------- |
| オンタクト評価                            | ぎゅっと。                                | もさを。                                  |                                                                                        | ▶                                         |
| レベル分け評価                            | Stand by me, Stand by you                 | 平井大                                    | 尾崎匠海、後藤威尊                                                                     | ▶                                         |
| レベル分け再評価                          | Let me fly〜その未来へ〜                  | オリジナル                                | 同番組に出演した練習生のうちオンタクト評価を通過した60人                               | 推しカメラ 全体                           |
| グループ評価                              | &LOVE                                     | King & Prince                             | 栗田航兵、宮下紀彦、ヴァサイェガ光、阪本航紀、服部息吹                                 | 推しカメラ 全体                           |
| ポジション評価                            | OH-EH-OH                                  | JO1                                       | 後藤威尊、松田迅、大久保波留、栗田航兵、ヴァサイェガ光                                 | 推しカメラ 全体                           |
| コンセプト評価                            | STEP                                      | オリジナル                                | 飯沼アントニー、大久保波留、井筒裕太、大和田歩夢、阪本航紀、篠原瑞希、寺尾香信         | 推しカメラ 全体                           |
| デビュー評価                              | RUNWAY                                    | オリジナル                                | 仲村冬馬、藤牧京介、髙塚大夢、阪本航紀、池﨑理人、田島将吾、松田迅、尾崎匠海、中野海帆 | ▶                                         |
| デビュー評価                              | ONE DAY                                   | オリジナル                                | ファイナリスト21人の練習生                                                             | ステージ レコーディング                   |